# Saint-Cibard
Saint-Cibard is een gemeente in het Franse departement Gironde (regio Nouvelle-Aquitaine) en telt 196 inwoners (2004). De plaats maakt deel uit van het arrondissement Libourne.

## Geografie
De oppervlakte van Saint-Cibard bedraagt 3,5 km², de bevolkingsdichtheid is 56,0 inwoners per km².
De onderstaande kaart toont de ligging van Saint-Cibard met de belangrijkste infrastructuur en aangrenzende gemeenten.

## Demografie
Onderstaande figuur toont het verloop van het inwonertal (bron: INSEE-tellingen).